# Turchi ciprioti
I turchi ciprioti (in turco Kıbrıs Türkleri) sono un gruppo etnico turco che vive sull'isola di Cipro. La quasi totalità vive principalmente nella Repubblica Turca di Cipro del Nord, nella parte settentrionale dell'isola.
Il numero di turchi ciprioti è stimato sui 1.250.000: 500.000 in Turchia, 300.000 nel Regno Unito, circa 314.000 nella Repubblica turca di Cipro del Nord, 120.000 in Australia, 10.000 in Nord America, 2.000 nel sud di Cipro, 2.000 in Germania e altri 6.000 in altri paesi.

## Storia
Dopo la conquista ottomana di Cipro nel 1571, si stabilirono quasi 30.000 coloni turchi. Fu in quel momento che una parte degli isolani nativi si convertì all'Islam. L'insediamento dei coloni musulmani nell'isola continuò fino alla fine del periodo ottomano.

### Repubblica di Cipro
Il 16 agosto del 1960 l'isola di Cipro ottenne l'indipendenza e venne proclamata la Repubblica di Cipro, con il potere condiviso tra le comunità greca e turca in virtù degli accordi di Zurigo del 1960, con Regno Unito, Grecia e Turchia come Stati garanti. L'arcivescovo Makarios III fu eletto presidente dai greco-ciprioti e Fazıl Küçük fu eletto come vicepresidente dai turco-ciprioti. Tuttavia, nel dicembre del 1963, l'arcivescovo Makarios III cercò di modificare la Costituzione e i greco-ciprioti iniziarono una campagna militare, cominciando ad attaccare i villaggi abitati dai turchi. All'inizio del 1964 i ciprioti turchi iniziarono a ritirarsi nelle enclavi armate dove i ciprioti greci li bloccarono, facendo sì che circa 25.000 ciprioti turchi diventassero rifugiati o "sfollati" interni.
Ciò portò all'intervento delle Nazioni Unite attraverso una forza di sicurezza, l'UNFICYP, che si stabilì sull'isola al fine di preservare la pace tra le due comunità. Si registrò una crescente tendenza alla migrazione estera di migliaia di turco ciprioti verso Regno Unito, Turchia, Nord America e Australia. Un decennio dopo, nel 1974, con l'ascesa al potere della giunta militare greca, un gruppo di estremisti greci di destra, EOKA B, che sosteneva l'Enōsis, ovvero l'unione politica tra Grecia e Cipro, scatenò un colpo di Stato. Ciò causò l'invasione dell'isola da parte della Turchia, che portò il mese successivo, dopo il cessate il fuoco, all'attuale assetto territoriale della parte settentrionale dell'isola. L'invasione turca portò all'occupazione di circa il 37% dell'isola nel suo settore settentrionale. Dopo gli accordi di Vienna del 1975, 60.000 turco-ciprioti che vivevano nel sud dell'isola migrarono al nord. Gli spostamenti tra il 1974 e il 1975 furono rigorosamente organizzati dall'Amministrazione turca provvisoria al fine di preservare le comunità rurali.

### Repubblica turca di Cipro del Nord
Nel 1983 i turco-ciprioti dichiararono il loro stato nel nord, la Repubblica turca di Cipro del Nord, che non fu riconosciuta a livello internazionale, ad eccezione della Turchia. Nel 2004 il 65% dei turco-ciprioti approvò un referendum per la riunificazione dell'isola, il Piano Annan, che però fu rigettato dal 76% dei greco-ciprioti. Nello stesso anno l'Assemblea parlamentare del Consiglio d'Europa concesse lo status di membro osservatore ai rappresentanti della comunità turco-cipriota.

## Usi e costumi
I turco-ciprioti parlano la lingua turca, si considerano musulmani secolari e sono orgogliosi della loro eredità ottomana. Ciò nonostante, i turco-ciprioti differiscono dai turchi continentali, in particolare dai coloni conservatori religiosi che in tempi più recenti sono emigrati a Cipro. L'identità turco-cipriota si basa sulle radici e sui legami etnici con la Turchia continentale, ma presenta alcune somiglianze culturali e linguistiche con i greco-ciprioti.

### Religione
La maggioranza dei turco-ciprioti (99%) sono musulmani sunniti. Tuttavia, la forza secolarizzante del kemalismo ha avuto un certo impatto anche sui turco-ciprioti. Le pratiche religiose sono considerate una questione di scelta individuale e molti non professano attivamente la propria religione. L'alcool viene spesso consumato all'interno della comunità e la maggior parte delle donne turco-cipriote non si copre il capo.

### Lingua
La lingua turca fu introdotta a Cipro nel 1571 dopo la sconfitta veneziana e la conquista ottomana dell'isola, e divenne la lingua politicamente dominante e prestigiosa dell'amministrazione. Nel periodo post-ottomano, il turco cipriota era relativamente isolato dal turco standard ed ebbe forti influenze dal dialetto greco cipriota. La condizione di convivenza con i greco-ciprioti ha portato a un certo bilinguismo, in base al quale la conoscenza da parte dei turco-ciprioti della lingua greca era importante nelle aree in cui le due comunità vivevano e lavoravano insieme.
La situazione linguistica cambiò radicalmente nel 1974, in seguito alla divisione di Cipro in un sud greco e in un nord turco. Oggi la variante linguistica turco-cipriota è esposta al crescente uso del turco standard attraverso l'immigrazione dalla Turchia, dei nuovi mass media e delle nuove istituzioni educative. Tuttavia, un parlante turco che ha familiarità con la variante turco-cipriota può ancora facilmente identificare un membro della comunità da uno che non lo è. Sebbene molti turco-ciprioti parlino anche il turco standard, generalmente scelgono di usare la propria varietà in particolari contesti per affermare la propria identità. Più comunemente queste differenze sono nella pronuncia, ma si estendono anche al lessico e alle strutture grammaticali. Ci sono molte parole usate dai turco-ciprioti che hanno origine nelle particolari circostanze storiche dell'isola, tra cui l'inglese e il greco, e che quindi non hanno attinenza nel turco standard. Ci sono inoltre parole usate dalle comunità turco-cipriote e greco-cipriote che sono in origine autenticamente cipriote.